# Oryssja Demjanjuk
Oryssja Grygoriwna Demjanjuk (ukrainisch Орися Григорівна Дем’янюк; * 23. Juni 1992) ist eine ukrainische Mittelstreckenläuferin, die sich auf die 1500-Meter-Distanz spezialisiert hat.

## Sportliche Laufbahn
Erste internationale Erfahrungen sammelte Oryssja Demjanjuk im Jahr 2020, als sie bei den Balkan-Meisterschaften in Cluj-Napoca in 4:16,97 min die Silbermedaille im 1500-Meter-Lauf gewann. Im Jahr darauf gewann sie bei den Balkan-Hallenmeisterschaften in Istanbul in 4:17,19 min die Silbermedaille und schied kurz darauf bei den Halleneuropameisterschaften in Toruń mit 4:17,52 min im Vorlauf aus. Ende Juni siegte sie in 4:19,77 min bei den Balkan-Meisterschaften in Smederevo.
In den Jahren 2020 und 2021 wurde Demjanjuk ukrainische Meisterin im 1500-Meter-Lauf im Freien und von 2018 bis 2021 siegte sie auch in der Halle. Zudem siegte sie 2021 auch in der 4-mal-100-Meter-Staffel.

## Persönliche Bestzeiten
- 1500 Meter: 4:16,97 min, 20. September 2020 in Cluj-Napoca
  - 1500 Meter (Halle): 4:13,65 min, 12. Februar 2019 in Ostrava